# Pholidoteuthis massyae
Pholidoteuthis massyae is een inktvissensoort uit de familie van de Pholidoteuthidae. De wetenschappelijke naam van de soort werd voor het eerst geldig gepubliceerd in 1912 door Pfeffer als Tetronychoteuthis massyae.